# 菅原照仁

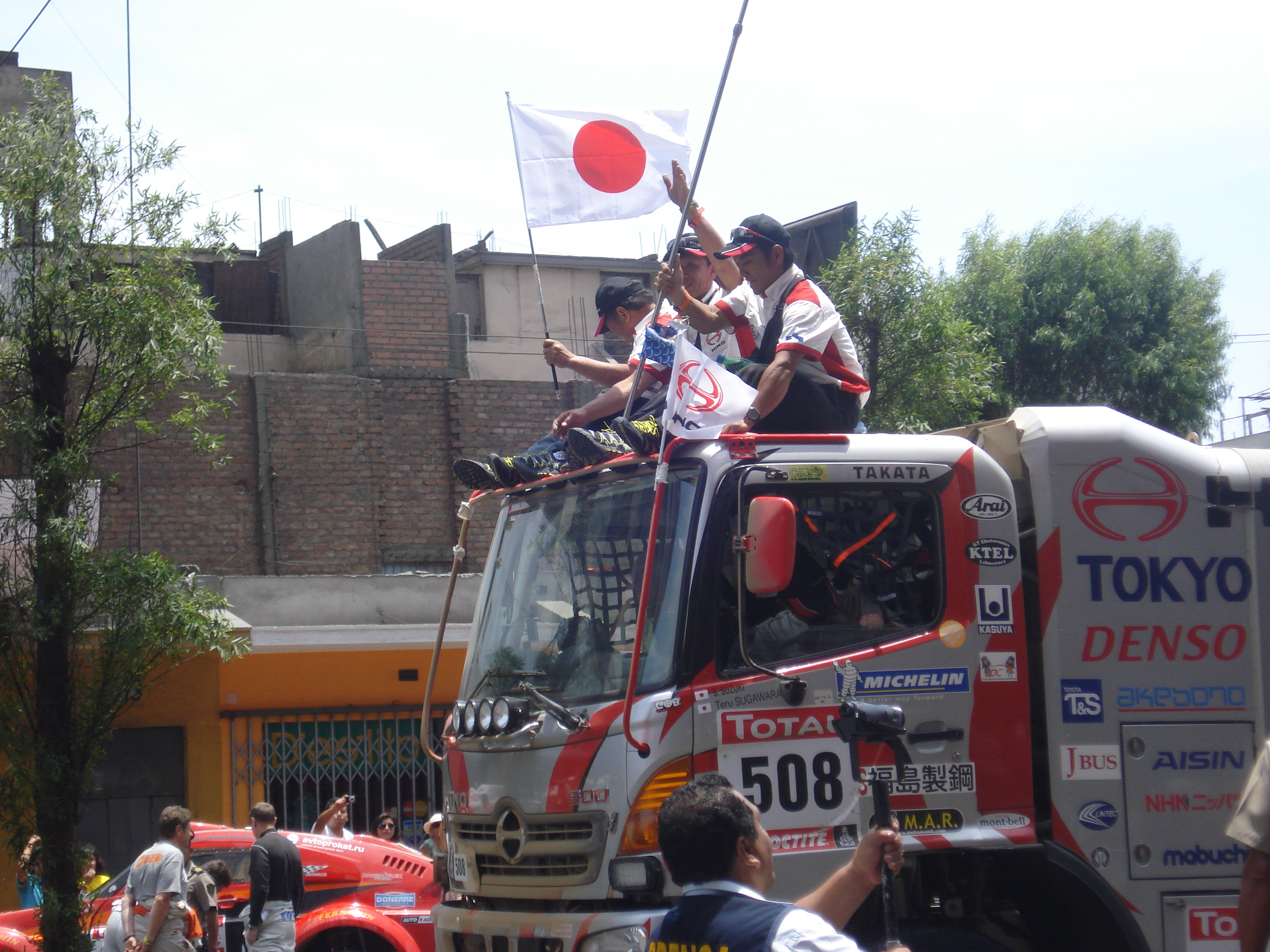
2012年ダカールにて。一番手前が照仁。

 菅原照仁 （すがわら てるひと、1972年7月13日 - ）は、日本のラリードライバー。東京都港区出身。日本レーシングマネージメント株式会社代表取締役およびチームスガワラ代表。

## 略歴
後にダカール・ラリー（パリダカ）最多出走のギネス記録を獲得する菅原義正の次男として東京都に生まれる。父の影響で自動車好きになり、若い頃は父のトヨタ・クラウンを借りて走り込んだり、学生時代に運送屋のアルバイトでトラックを運転した。
1999年にスバル・サンバーのコンポーネントを用いたバギー（『スリッパ』）による、富士スピードウェイのワンメイクレース「JFWDAチャンピオンシップ・レース・シリーズ」でチャンピオンとなった。
1998年に初めてパリダカにメカニックとして参加し、翌年から父・義正のナビゲーターを務める。2001年に総合2位となった。ドライバーとしてもいすゞ・ビッグホーンや三菱・パジェロ、ホンダ・アクティを流用した自作バギーなどをドライブしてラリー・モンゴリアや北京〜ウランバートル、ファラオ・ラリーなどに2001〜2007年の間にたびたび参戦した。
2005年からドライバーとしてダカールに初参戦。日野・レンジャーで2007年に10 L未満クラスで初優勝を飾り2011年から2020年大会まで、同クラス10連勝を達成した。2022年時点で18戦中9戦で総合トップ10入りも果たしている。総合での最高成績は6位。
2020年からは父が勇退したことにより、照仁が代表としてチームを率いている。
電気系のエンジニアリングに強く、電装系の設計も行っているため、SS中の故障にも対処できるのが強みである。